# Vitis mustangensis
Die Wildrebe Vitis mustangensis stammt aus Nordamerika mit vielen Ab- und Unterarten. Sie wurde erstmals 1845 von George Engelmann beschrieben. Im Jahr 1861 wurde sie vom Biologen Samuel Buckley als Vitis mustangensis beschrieben.

## Verbreitung
Die Rebe ist in den US-Bundesstaaten Arkansas, Louisiana, Oklahoma, Texas und im nördlichen Mexiko heimisch. Der Arkansas River bildet die nördliche Grenze des Verbreitungsgebiets. In einigen Quellen werden auch noch die Staaten Mississippi, Alabama und Florida genannt.

## Beschreibung
Vitis mustangensis hat filzige, weiße Triebspitzen mit rötlichen Rändern. Die Blattform variiert stark, ist aber meist dickfleischig und weich mit einer glänzend, wachsigen Oberfläche. Die Blätter sind dunkelgrün mit konvexen Blattzähnen. Die roten Blütenstände sind sehr klein. Diese zehn bis 13 m hoch kletternde Wildart weist kleine, lockerbeerige Trauben mit mittelgroßen Beeren auf. Die tiefdunkelblauen Beeren haben gallertartiges Fruchtfleisch, das einen brennenden, bitteren Geschmack hat.

## Nutzung
Die Wildrebe ist sehr ertragsstark. Für den Weinbau ist die Beere jedoch ungeeignet. Laut Berichten von Pionieren des 19. Jahrhunderts wurde der Wein genießbar, wenn man dem Most ca. 3 kg Zucker je Gallone beifügte und den entstandenen Wein mit Weingeist aufspritete.
Sie besitzt eine gute Resistenz gegen falschen Mehltau und echten Mehltau, die Reblaus, Trockenheit, Böden mit hohem Salzgehalt sowie gegen Nematoden. Sehr anfällig ist sie hingegen gegen einen zu hohen Kalkgehalt des Bodens und gegen Frost. Sie ist auch sehr schwierig zu bewurzeln.
Es sind etliche Kreuzungen mit den Wildreben Vitis rupestris, Vitis riparia und Vitis berlandieri bekannt. Die schlechte Bewurzelung macht eine Nutzung als Unterlagsrebe praktisch unmöglich. An der Davis University of California werden Selektionen der Art Vitis champinii (Vitis mustangensis × Vitis rupestris) wegen der hohen Salz- und Nematodenresistenz gezogen. Diese finden in Australien und Kalifornien in beschränktem Umfang Einsatz als Unterlagsreben.

## Taxonomie
Synonyme für Vitis mustangensis sind Vitis candicans Engelmann und Vitis candicans var. diversa Bailey. Der englische Trivialname lautet mustang grape.